# Rabee Jaber
Rabee Jaber (in arabo ربيع جابر‎?; Beirut, 1972) è uno scrittore libanese.

## Biografia
Nato a Beirut nel 1972, ha studiato fisica all'Università Americana della città natale.
Editore di Afaaq, inserto culturale del quotidiano Al-Hayat, nel 2012 è stato insignito dell'International Prize for Arabic Fiction per il romanzo The Druze of Belgrade.
Dal suo romanzo Come fili di seta la regista Cherien Dabis ha sceneggiato e diretto il film Amreeka nel 2009.

## Opere tradotte in italiano

### Romanzi
- Come fili di seta (Amrika, 2009), Milano, Feltrinelli, 2011 traduzione di Elisabetta Bartuli ISBN 978-88-07-01861-9.
- I drusi di Belgrado: la storia di Hanna Ya’qub, Crocetti, 2024, traduzione di Elisabetta Bartuli.

## Adattamenti cinematografici
- Amreeka, regia di Cherien Dabis (2009)

## Premi e riconoscimenti
- International Prize for Arabic Fiction: 2012 vincitore con The Druze of Belgrade